# تشارلز دو
تشارلز دو (بالإنجليزية: Charles Dow) هو رائد أعمال وصحفي واقتصادي أمريكي، ولد في 6 نوفمبر 1851 في ستيرلينغ ‏ في الولايات المتحدة، وتوفي في 4 ديسمبر 1902 في بروكلين في الولايات المتحدة.

## وصلات خارجية
- تشارلز دو على موقع الموسوعة البريطانية (الإنجليزية)
- تشارلز دو على موقع إن إن دي بي (الإنجليزية)